# Chambiortyx cristata
Chambiortyx cristata — вид базальних куроподібних птахів, що існував в еоцені, 47,8 млн років тому.

## Скам'янілості
Рештки птаха (елементи крил та нижніх кінцівок) знайдено у відкладеннях формації Джебель Чамбі у Тунісі. Родинні зв'язки птаха точно невизначені.